# We Wanna Be With You Tour
We Wanna Be with You fue la primera gira de conciertos de los Backstreet Boys que se realizó en los años 1995-96. La banda interpretó canciones de su álbum de debut de estudio, Backstreet Boys (Internacional)

## Teloneros
- Centory (pop band) (junio–agosto)
- Trey D. (junio–agosto)
- T'NT (junio–agosto)

## Setlist
1. "We've Got It Goin' On"
2. "Let's Have a Party"
3. "Roll With It"
4. "I'll Never Break Your Heart"
5. "Boys Will Be Boys"
6. "Get Down (You're The One For Me)"
7. "Darlin"
8. "Anywhere For You"
9. "End of the Road" / "If I Ever Fall in Love"
10. "Tell me That I'm Dreaming"
11. "Every Time I Close My Eyes"
12. "Nobody but You"
13. "Quit Playing Games (With My Heart)"
14. "I Wanna Be with You"

## Fechas de la gira
- 23 de diciembre de 1995 - Hallensatadion- Zúrich, Suiza.
- 25 de diciembre de 1995 - Alter Schlachthof - Lingen, Alemania.
- 26 de diciembre de 1995 - Stadttheater Heilbronn - Heilbronn, Alemania.
- 27 de diciembre de 1995 - Ausstellungshalle - Sindelfingen, Alemania.
- 28 de diciembre de 1995 - Stadthalle Magdeburg - Magdeburg, Alemania.
- 29 de diciembre de 1995 - Stadthalle Cottbus - Cottbus, Alemania.
- 30 de diciembre de 1995 - Deutschlandhalle - Berlín, Alemania.
- 31 de diciembre de 1995 - Eissporthalle Trier - Trier, Alemania.
- 15 de febrero de 1996 - Messehalle Freiburg - Freiburg im Breisgau, Alemania.
- 16 de febrero de 1996 - Maimarkthalle - Mannheim, Alemania.
- 17 de febrero de 1996 - Europahalle - Karlsruhe, Alemania.
- 18 de febrero de 1996 - Messehalle Offenburg - Offenburg, Alemania.
- 2 de marzo de 1996 - Hanns-Martin-Schleyer-Halle - Stuttgart, Alemania.
- 7 de abril de 1996 - Festhalle Frankfurt - Frankfurt, Alemania.
- 1 de mayo de 1996 - Ebertpark - Ludwigshafen, Alemania.
- 2 de mayo de 1996 - Ebertpark - Ludwigshafen, Alemania.
- 3 de junio de 1996 - Stadthalle Memmingen - Memmingen , Alemania.
- 4 de junio de 1996  - Frankenhalle - Núremberg, Alemania.
- 5 de junio de 1996 - Eissportzentrum Erfurt - Erfurt, Alemania.
- 6 de junio de 1996 - Hugenottenhalle - Neu-Isenburg, Alemania.
- 7 de junio de 1996 - Eissporthalle Duisburg - Duisburg, Alemania.
- 8 de junio de 1996 - Bürgerzentrum Waiblingen - Waiblingen, Alemania.
- 9 de junio de 1996 - Aalener Stadthalle - Aalen, Alemania.
- 10 de junio de 1996 - Kulturhalle Zenith - Múnich, Alemania.
- 11 de junio de 1996 - Mannheimer Rosengarten - Mannheim, Alemania.
- 13 de junio de 1996 - Stadthalle Braunschweig - Braunschweig, Alemania.
- 14 de junio de 1996 - Große Freiheit 36 - Hamburgo, Alemania.
- 15 de junio de 1996 - Kesselhalle - Bremen, Alemania.
- 16 de junio de 1996 - Marktplatz- Wittenberg, Alemania.
- 18 de junio de 1996 - Stadthalle Neubrandenburg - Neubrandenburg, Alemania.
- 19 de junio de 1996 - Eilenriedehalle - Hanover, Alemania.
- 20 de junio de 1996 - Tempodrom - Berlín, Alemania.
- 21 de junio de 1996 - Danube Island Festival - Vienna, Austria.
- 22 de junio de 1996 - Domplatz Fulda - Fulda, Alemania.
- 23 de junio de 1996 - Freilichtbühne Rosengärtchen - Wetzlar, Alemania.
- 24 de junio de 1996 - Stadthalle Bad Godesberg - Bonn, Alemania.
- 26 de junio de 1996 - Musikhalle - Regensburg, Alemania.
- 27 de junio de 1996 - Eishalle Reutlingen - Reutlingen, Alemania.
- 28 de junio de 1996 - Stadttheater Heilbronn - Heilbronn, Alemania.
- 29 de junio de 1996 - Gysenberghalle - Herne, Alemania.
- 30 de junio de 1996 - Stadthalle Bielefeld - Bielefeld, Alemania.
- 1 de julio de 1996 - Sport- und Kongresshalle - Schwerin, Alemania.
- 3 de julio de 1996 - Ems-Halle - Emsdetten, Alemania.
- 4 de julio de 1996 - Naturtheater Greifensteine - Ehrenfriedersdorf, Alemania.
- 5 de julio de 1996 - Marktplatz - Altach, Austria.
- 6 de julio de 1996 - Marktplatz Gelnhausen - Gelnhausen, Alemania.
- 7 de julio de 1996 - Messehalle Ulm - Ulm, Alemania.
- 11 de julio de 1996 - Music-Hall Passau - Passau, Alemania.
- 12 de julio de 1996 - Maimarkthallee - Mannheim, Alemania.
- 13 de julio de 1996 - Hundesportplatz - Forst, Alemania.
- 14 de julio de 1996 - Messehalle Freiburg - Freiburg im Breisgau, Alemania.
- 15 de julio de 1996 - Eissporthalle Kassel - Kassel, Alemania.
- 16 de julio de 1996 - Arena Berlin - Berlín, Alemania.
- 27 de julio de 1996 - Eishalle Rostock - Rostock, Alemania.
- 9 de agosto de 1996 - Ostseehalle - Kiel, Alemania.
- 10 de agosto de 1996 - Eishalle Güstrow - Güstrow, Alemania
- 11 de agosto de 1996 - Nordseehalle - Emden, Alemania

Festivales y otras actuaciones
- Mega Dance Christmas Party
- Radio Regenbogen Party
- Bravo Super Show
- Hand in Hand for Children
- PRP Eins Fete
- Hessentag

- Datos: Q28924469